# Russische Islamische Universität (Ufa)

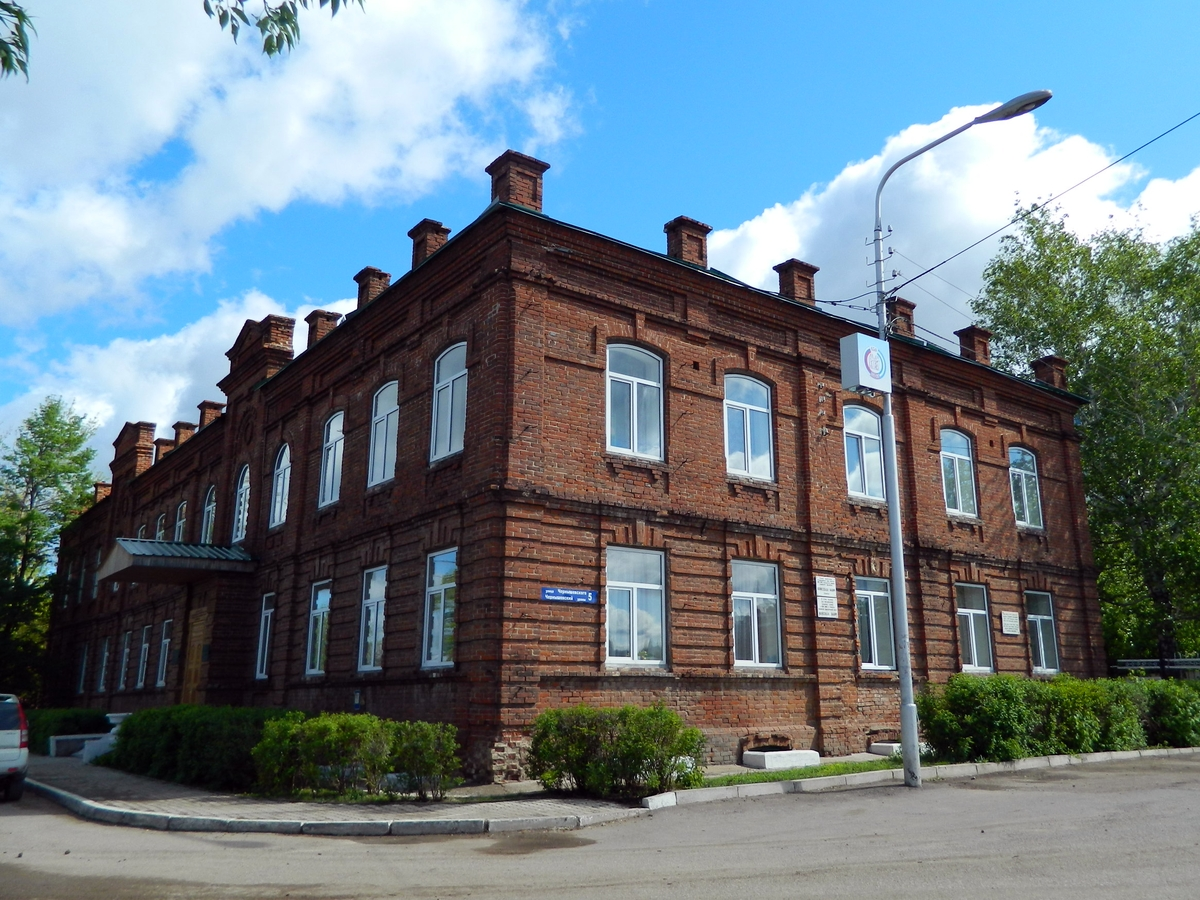
Galija (Ufa, Baschkortostan)

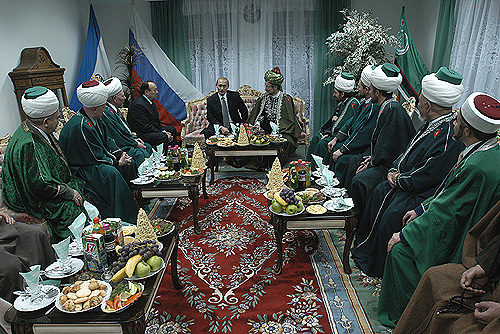
Wladimir Putin (Präsident Russlands), Murtasa Rachimow (Präsident von Baschkortostan) mit Großmufti Talgat Tadschuddin (Zentrale Geistliche Verwaltung der Muslime Russlands) und weiteren muslimischen religiösen Führern aus Baschkortostan

Die Russische Islamische Universität (russisch Российский исламский университет / Rossijski islamski uniwersitet; wiss. Transliteration Rossijskij islamskij universitet) in der Stadt Ufa (Уфа) in Baschkortostan ist eine nichtstaatliche Hochschuleinrichtung in der Russischen Föderation bei der Zentralen Geistlichen Verwaltung der Muslime in Ufa. Sie wurde gegründet von der Zentralen Geistlichen Verwaltung der Muslime mit Zweiginstituten in Samara, Orenburg, Astrakhan und anderen Städten.
Angaben der Zentralen Geistlichen Verwaltung der Muslime zufolge nahm die nach Rizaeddin Fakhreddin (1859–1936) benannte Madrasa (heute die  Russische Islamische Universität) im Oktober 1989 in Ufa ihren Betrieb auf und hatte in ihren ersten zehn Jahren mehr als vierhundert Imam-Khatibs, Muezzins und Lehrer hervorgebracht.
Ihr derzeitiger Rektor ist Artur Suleimanow.